# Magnaporthe grisea
Magnaporthe grisea és una espècie de fong ascomicot de l'ordre dels magnaportals (Magnaporthales). És un fitopatogen que causa la fallada de l'arròs, una malaltia greu que afecta els arrossars. Actualment se sap que M. grisea consta d'un complex críptic d'espècies que conté com a mínim dues espècies biològiques que no s'encreuen.
Membres del complex de Magnaporthe grisea també poden infectar altres cereals incloent el blat, sègol, ordi i mill perlat. En el cas de l'arròs les pèrdues causades per aquest fong s'estima que són equivalents a l'arròs que es menjarien 60 milions de persones. Aquest fong apareix en 85 països del món. El 2005 se'n va seqüenciar el genoma complet.

## Història natural

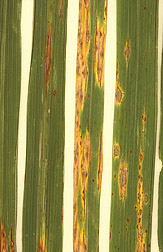
Lesions en fulles d'arròs per M. grisea

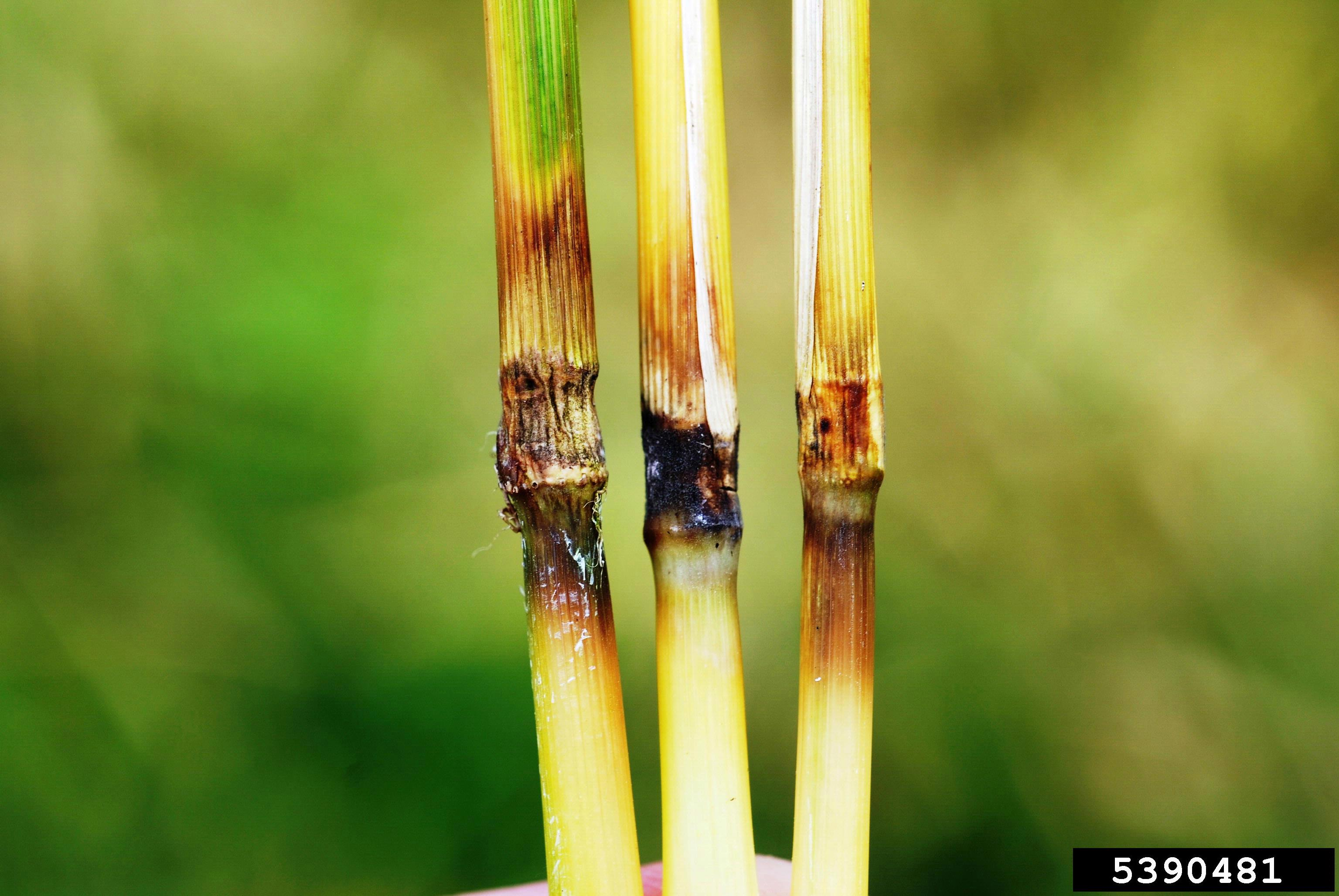
Lesions en els nusos de l'arròs

M. grisea es pot reproduir tant sexualment com asexual i forma estructures infeccioses conegudes com a apressoris que poden infectar els teixits aeris i hifes que poden infectar els de les arrels
Els símptomes inicials són lesions o taques de color blanc a gris verdoses amb les vores més fosques mentre que les lesions més velles són el·líptiques o fusiformes amb les vores necrosades. Els símptomes es poden veure en totes les parts per sobre del terra.
Amb els apressoris el patogen penetra a la planta, aleshores M. grisea esporula i dispersa conidiòspores. Després de passar l'hivern es repeteix el cicle. Un sol cicle es pot completar en només una setmana i una lesió pot generar milers d'espores en una sola nit. Es poden produir espores durant uns 20 dies i així els danys poden ser devastadors en les varietats susceptibles més d'arròs.
La planta malalta produeix menys llavors, ja que la malaltia evita la maduració de les granes. La infecció pot matar la planta, ja que talla el subministrament d'aigua i nutrients.

## Arma biològica

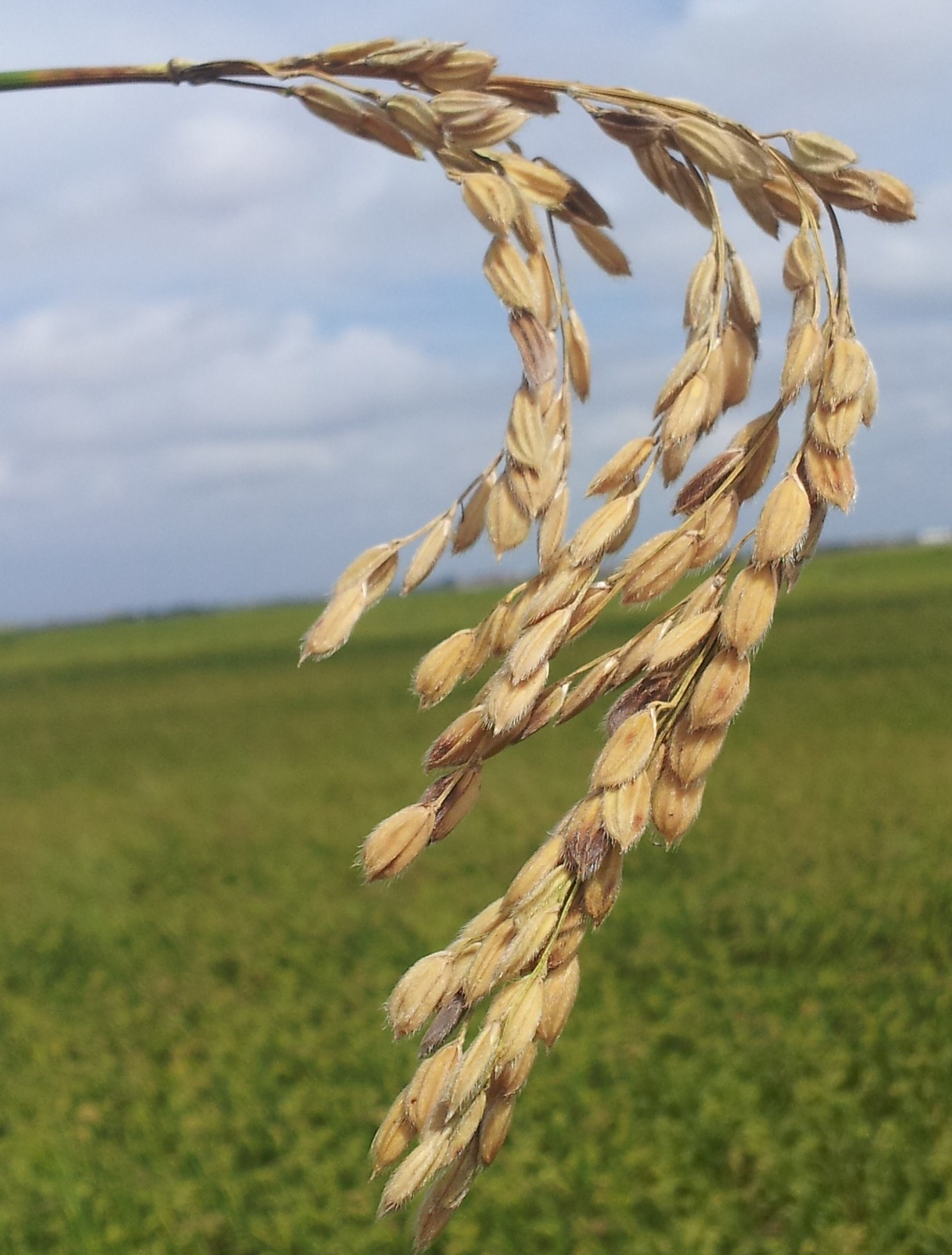
Arròs J. Sendra afectat per la Magnaporthe grisea (pyriculària).

Els Estats Units i la Unió Soviètica van preparar espores de M. grisea contra els arrossars del Japó durant la Segona Guerra Mundial.

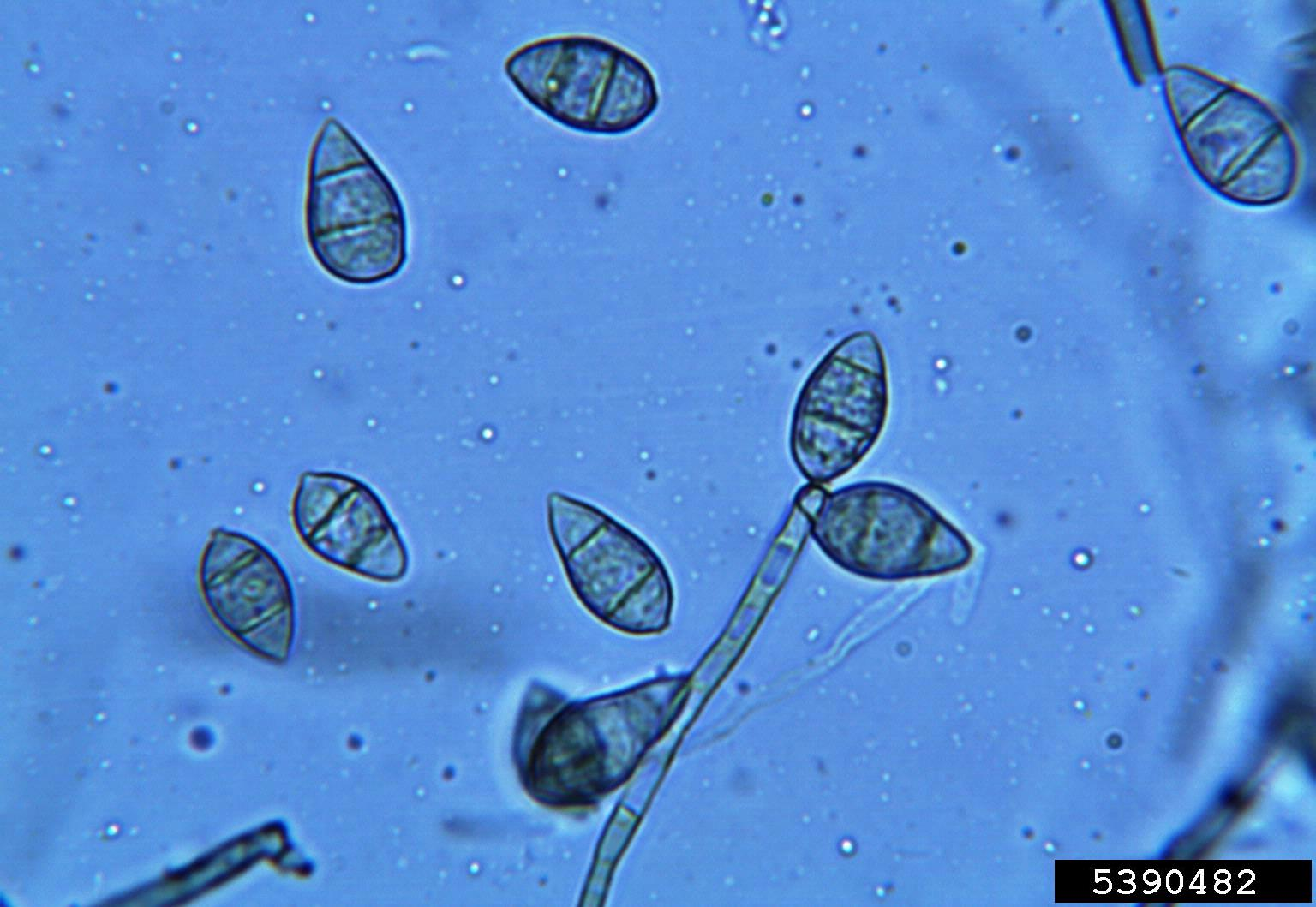
Espores de M. grisea

## Gestió
Aquest fong presenta resistències als tractaments químics i a la resistència per genètica, ja que presenta mutacions. Una mesura és eliminar els residus de la collita on passa l'hivern el fong, Una altra és plantar varietats resistents. Els controls químics amb la substància carpropamida eviten la penetració dels apressoris dins les cèl·lules epidèrmiques de l'arròs i fan que els grans no s'infectin.

## Importància
Una enquesta, feta el 2012, a 495 científics de tot el món considera que Magnaporthe grisea és l'espècie patògena de fong més important del món. En l'arròs aquesta és la malaltia més important i mai ha estat erradicada de cap regió del món.